# 第一紀
| 累代        | 代     | 紀           | 基底年代 Mya |
| ----------- | ------ | ------------ | ------------ |
| 顕生代      | 新生代 | 第四紀       | 2.58         |
| 顕生代      | 新生代 | 新第三紀     | 23.03        |
| 顕生代      | 新生代 | 古第三紀     | 66           |
| 顕生代      | 中生代 | 白亜紀       | 145          |
| 顕生代      | 中生代 | ジュラ紀     | 201.3        |
| 顕生代      | 中生代 | 三畳紀       | 251.902      |
| 顕生代      | 古生代 | ペルム紀     | 298.9        |
| 顕生代      | 古生代 | 石炭紀       | 358.9        |
| 顕生代      | 古生代 | デボン紀     | 419.2        |
| 顕生代      | 古生代 | シルル紀     | 443.8        |
| 顕生代      | 古生代 | オルドビス紀 | 485.4        |
| 顕生代      | 古生代 | カンブリア紀 | 541          |
| 原生代      | 原生代 | 原生代       | 2500         |
| 太古代      | 太古代 | 太古代       | 4000         |
| 冥王代      | 冥王代 | 冥王代       | 4600         |
| 1. 2. 3. 4. |        |              |              |

第一紀（だいいっき、Primary period）は、かつて提唱された地質時代区分である。
1759年、イタリアの地質学者ジョヴァンニ・アルドゥイノが提唱した、第一紀、第二紀、第三紀の3紀（のちに第四紀が加わって4紀となった）のうち1つである。化石が出ない時代と考えられた。しかし、アルドゥイノが第一紀の岩石と主張した岩石の多くは、古生代の火成岩や変成岩で堆積岩がほとんど含まれていなかったため、化石が出ないのは当然であった。
キリスト教的歴史観からは、ノアの大洪水以前の時代と考えられた。ただしこれは、アルドゥイノの主張ではない。また、化石の出ない時代という考えは、現在の先カンブリア時代の概念に近い物であるが、先カンブリア時代の堆積岩からは微化石（微生物の化石）が発見されているため、第一紀の概念を現在の地質時代区分に当て嵌めることは出来ない。